# Teatro da Trindade
Teatro da Trindade – teatr w Lizbonie, położony w dzielnicy Chiado, na obszarze zwanym Sacramento.
Został zbudowany w XIX wieku na Rua Nova da Trindade, w pobliżu Largo Rafael Bordalo Pinheiro i Largo do Carmo.
Poniżej, na tej samej ulicy, znajdziemy stary Teatro Gymnasio, dziś zamienione na galerię handlową, pod koniec XIX wieku.